# Енипей
 Тази статия е за древногръцкият бог.  За реката в Тесалия вижте Енипей (река).  
Енипей в древногръцката митология е речен бог. Той е син на титана Океан и Тетия. В Енипей била влюбена смъртната жена Тиро. Той обаче отхвърлял домогванията ѝ. Един ден Посейдон прелъстил Тиро, приемайки облика на Енипей. От тази връзка се родили близнаците Нелей и Пелий.
- Река Енипей се намира в Тесалия. До нея се водила Фарсалската битка, между Помпей и Юлий Цезар.